# میانگین حجم جسمی
حجم متوسط سلولی یا حجم متوسط سلولی (ام وی سی)، اندازه‌گیری حجم متوسط یک گلبول قرمز خون (یا گلبول قرمز) است. اندازه‌گیری با ضرب حجم خون در نسبت خون سلولی (هماتوکریت) و تقسیم آن محصول بر تعداد گلبول‌های قرمز (گلبول‌های قرمز) در آن حجم به دست می‌آید. حجم متوسط بدن بخشی از یک شمارش استاندارد کامل خون است.
در بیماران مبتلا به کم خونی، اندازه‌گیری ام وی سی است که امکان طبقه‌بندی را به عنوان کم خونی میکروسیتیک (ام وی سی زیر محدوده نرمال)، کم خونی نرموسیتیک (ام وی سی در محدوده طبیعی) یا کم خونی ماکروسیتیک (ام وی سی بالاتر از محدوده طبیعی) می‌دهد. کم خونی نورموسیتیک معمولاً به این دلیل در نظر گرفته می‌شود که مغز استخوان هنوز با تغییر در حجم سلول پاسخ نداده‌است. گاهی اوقات در شرایط حاد، یعنی از دست دادن خون و همولیز رخ می‌دهد.
اگر ام وی سی توسط تجهیزات خودکار تعیین شود، نتیجه را می‌توان با مورفولوژی RBC در اسمیر خون محیطی مقایسه کرد، جایی که یک RBC طبیعی تقریباً به اندازه یک هسته لنفوسیت طبیعی است. هر گونه انحراف معمولاً نشان دهنده تجهیزات معیوب یا خطای تکنسین است، اگرچه شرایطی وجود دارد که با ام وی سی بالا بدون سلول‌های مگالوبلاستیک وجود دارد.
برای مشخصات بیشتر، می‌توان از آن برای محاسبه عرض توزیع گلبول قرمز (RDW) استفاده کرد. RDW یک محاسبه آماری است که توسط آنالایزرهای خودکار انجام می‌شود که تنوع در اندازه و شکل گلبول‌های قرمز را منعکس می‌کند.

## محاسبه
برای محاسبه ام وی سی، هماتوکریت (Hct) بر غلظت گلبول‌های قرمز ([RBC]) تقسیم می‌شود
{\displaystyle {\textit {MCV}}={\frac {\textit {Hct}}{[{\text{RBC}}]}}}
به‌طور معمول، ام وی سی بر حسب فمتولیتر (fL یا 10-15 L) و [RBC] در میلیون‌ها در میکرولیتر (106 /μL) بیان می‌شود. محدوده طبیعی برای ام وی سی 80-100 fL است.
اگر هماتوکریت به صورت درصد، غلظت گلبول قرمز به صورت میلیون در میکرولیتر و ام وی سی در فمتولیتر بیان شود، فرمول تبدیل می‌شود.
{\displaystyle {\textit {MCV}}/\mathrm {L} ={\frac {{\mathit {Hct\%}}/100}{[{\text{RBCmmL}}]\times (10^{6}/10^{-6})/\mathrm {L} ^{-1}}}}
{\displaystyle {\textit {MCV}}/\mathrm {fL} ={\textit {MCV}}/(10^{-15}\,\mathrm {L} )=10^{15}{\frac {{\mathit {Hct\%}}/100}{[{\text{RBCmmL}}]\times 10^{12}}}={\frac {{\mathit {Hct\%}}\times 10}{[{\text{RBCmmL}}]}}}
برای مثال، اگر Hct = ۴۲٫۵٪ و [RBC] = ۴٫۵۸ میلیون در میکرولیتر (۴٬۵۸۰٬۰۰۰/μL)، آنگاه
{\displaystyle {\textit {MCV}}={\frac {0.425}{4.58\cdot 10^{6}/(10^{-6}\,\mathrm {L} )}}=92.8\cdot 10^{-15}\,\mathrm {L} =92.8\,\mathrm {fL} }
{\displaystyle {\textit {MCV}}/{\textrm {fL}}={\frac {42.5\times 10}{4.58}}=92.8}
ام وی سی را می‌توان به روش‌های مختلفی توسط آنالایزرهای خودکار تعیین کرد. در شمارنده‌های خودکار گلبول‌های خونی حساس به حجم، مانند شمارنده کولتر، گلبول‌های قرمز یک به یک از یک روزنه کوچک عبور می‌کنند و سیگنالی متناسب با حجم خود تولید می‌کنند. شمارنده‌های خودکار دیگر حجم گلبول‌های قرمز را با استفاده از تکنیک‌هایی اندازه‌گیری می‌کنند که نور شکسته، پراش یا پراکنده را اندازه‌گیری می‌کنند.

## تفسیر
محدوده مرجع طبیعی معمولاً ۸۰–۱۰۰ fL است.

### بالا
در کم خونی پرنیشیوز (ماکروسیتیک)، ام وی سی می‌تواند تا ۱۵۰ فمتولیتر باشد. (مانند GGT بالا و نسبت AST/ALT 2:1). کمبود ویتامین B12 و/یا اسید فولیک نیز با کم خونی ماکروسیتیک (تعداد ام وی سی بالا) مرتبط است.

### کم
شایع‌ترین علل کم خونی میکروسیتیک کمبود آهن (به دلیل مصرف ناکافی رژیم غذایی، از دست دادن خون دستگاه گوارش یا از دست دادن خون قاعدگی)، تالاسمی، کم خونی سیدروبلاستیک یا بیماری مزمن است. در کم خونی فقر آهن (کم خونی میکروسیتیک)، می‌تواند به ۶۰ تا ۷۰ فمتولیتر نیز برسد. در برخی موارد تالاسمی، ام وی سی ممکن است کم باشد حتی اگر بیمار دچار کمبود آهن نباشد.</link>

## استخراج
ام وی سی را می‌توان به عنوان حجم کل یک گروه از سلول‌ها تقسیم بر تعداد سلول‌ها در نظر گرفت. برای مثالی به اندازه دنیای واقعی، تصور کنید ۱۰ دانه ژله ای کوچک با حجم ترکیبی ۱۰ میکرولیتر دارید. میانگین حجم یک دانه ژله ای در این گروه ۱۰ میکرولیتر / ۱۰ دانه ژله = ۱ میکرولیتر / ژله خواهد بود. یک محاسبه مشابه برای ام وی سی کار می‌کند.</link>
۱. شاخص RBC را بر حسب سلول/µL اندازه‌گیری کنید. برای تبدیل آن به میکرولیتر در سلول، متقابل (شاخص 1/RBC) را بگیرید.
{\displaystyle {\frac {1}{5\times 10^{6}}}\ \mathrm {\mu L/cell} =2\times 10^{-7}\ \mathrm {\mu L/cell} }
۲. ۱ میکرولیتر فقط از نسبتی از گلبولهای قرمز (به عنوان مثال ۴۰٪) و بقیه حجم از پلاسما تشکیل شده‌است. برای در نظر گرفتن این مورد، در هماتوکریت (یک کمیت بدون واحد) ضرب کنید.
{\displaystyle 2\times 10^{-7}\ \mathrm {\mu L/cell} \times 0.4=8\times 10^{-8}\ \mathrm {\mu L/cell} }
۳. در نهایت واحد میکرولیتر را با ضرب در آن به fL تبدیل کنید {\displaystyle 10^{9}} . نتیجه به این صورت خواهد بود:
{\displaystyle 8\times 10^{-8}\ \mathrm {\mu L/cell} \times {\frac {10^{9}\ \mathrm {fL} }{1\ \mathrm {\mu L} }}=80\ {\frac {\mathrm {fL} }{\mathrm {cell} }}}
توجه: میانبر پیشنهاد شده در بالا فقط باعث می‌شود که واحدها کار کنند: {\displaystyle 10\times 40\div 5=80}